# Holcobius glabricollis
Holcobius glabricollis är en skalbaggsart som beskrevs av Sharp 1881. Holcobius glabricollis ingår i släktet Holcobius och familjen trägnagare. Inga underarter finns listade i Catalogue of Life.